# Hans Georg Woldeck von Arneburg
Hans Georg Woldeck von Arneburg (* 6. April 1712 auf Storkow; † 4. Januar 1785) war ein preußischer Generalmajor, Chef des Kürassierregiments Nr. 4 und Erbherr auf Storckow.

## Leben

### Herkunft
Seine Eltern waren der Erbherr von Storckow und Rohrbeck Christoph Friedrich Woldeck von Arneburg und Eleonore Margarethe von Krusemark.

### Militärlaufbahn
Hans Georg wurde in Berlin unterrichtet und kam 1731 als Fahnenjunker in das Regiment Gensdarmes. Er wurde 1735 Kornett und 1738 Leutnant. König Friedrich Wilhelm I. schickte ihn erfolgreich auf Werbung in das Reich. Während des Ersten Schlesischen Krieges wurde er im April 1742 im Dorf Schorwitz in der Nähe von Olmütz angegriffen. Er konnte sich so gut halten, dass er dafür den Orden Pour le Mérite erhielt. In der Schlacht bei Soor wurde das Pferd unter ihm erschossen. Für seine Tapferkeit wurde Arneburg noch auf dem Schlachtfeld zum Stabsrittmeister befördert. 1748 erhielt er eine eigene Kompanie (Halb-Eskadron) und wurde 1756 Major.
Im Siebenjährigen Krieg nahm er am 1. Oktober 1756 an der Schlacht bei Lobositz teil. Nachdem in der Schlacht alle vorgesetzten Offizieren getötet oder verwundet worden waren, erhielt Arneburg die Aufgabe, als Kommandeur ad interim das Regiment in die Winterquartiere zu führen. In der Schlacht bei Roßbach konnte er sich wieder auszeichnen und wurde außer der Reihe zum Oberstleutnant befördert. In der Schlacht bei Zorndorf kommandierte er eine Brigade, die aus dem Kürassierregiment „Prinz Heinrich“ und dem Kürassierregiment „Markgraf Friedrich“ zusammengesetzt war. Während dieser Kämpfe wurde Arneburg durch eine Falkonetkugel am linken Schenkel verwundet. Im Jahr 1759 wurde er Oberst und nach der Schlacht bei Torgau 1760 Regimentskommandeur.
Nach dem Krieg wurde Woldeck 1764 zum Generalmajor ernannt und erhielt das Kürassierregiment „Schmettau“. Am 11. Juni 1769 erhielt er seinen gewünschten Abschied und dazu eine Pension von 1500 Talern. Woldeck von Arneburg starb 1785.
Er nahm an den Schlachten von Mollwitz, Hohenfriedberg, Soor, Lobositz, Roßbach, Leuthen, Torgau, Zorndorf und Liegnitz teil.

### Familie
Er heiratete am 14. November 1748 in der Berliner Garnisongemeinde Luise Margarethe le Chenevix de Beville († 23. März 1805), Tochter des Oberstleutnants Heinrich le Chenevix de Beville und seiner Ehefrau Susanne de Montolieu, baronne de Saint-Hippolyte. Das Paar hatte zwei Söhne und fünf Töchter, von denen ein Sohn und eine Tochter die Eltern überlebten, darunter:
- Karl Christian Kasimir Heinrich (* 11. September 1757, Berlin; † 14. April 1813), Landrat ⚭ 1787 Dorothea Auguste Sophie von Werdeck (1770–1843), Tochter des Landesdirektors Friedrich Karl Ferdinand von Werdeck[2] und Enkelin von Ernst Ferdinand von Werdeck.

Sein Epitaph befindet sich in Storkau, Stadt Tangermünde.